# 扎法爾·馬哈茂德·阿巴西
扎法爾·馬哈茂德·阿巴西海軍上將，是巴基斯坦海军前任参谋长，四星上将军衔。曾于2017年10月7日至2020年10月7日担任巴基斯坦海军第16任参谋长（接替穆罕默德·扎考拉海軍上將）。 在此之後，他的職務由阿姆贾德·汗·尼亚齊海軍上將接替。
他曾经作为嘉宾登上过中国海军052D银川号导弹驱逐舰。在他任內，由滬東中華造船廠為巴基斯坦海軍建造的首艘圖赫里勒級護衛艦（054A/P）“圖赫里勒”號（PNS Tughril FFG-261）開始建造並完成下水儀式。